# Кувшинова, Мария Юрьевна
Мария Юрьевна Кувшинова (р. 10 февраля 1978, Москва) — российская журналистка, кинокритик. Автор первой биографии режиссёра Алексея Балабанова («Балабанов», 2013, 2015) и книги «Кино как визуальный код». Куратор (вместе с Иваном Чувиляевым) программы регионального кино «Офсайд» на фестивале «Завтра/2morrow».

## Карьера
- «Олдбой»

Родилась в семье профессора МГСУ Юрия Яковлевича Кувшинова. В 2000 году окончила факультет журналистики МГУ по специальности «газетная журналистика».
В 2001—2004 годах — корреспондент отдела культуры газеты «Известия». В 2007 году — заместитель главного редактора русской версии журнала Empire.
С 2005 по 2012 год работала на разных должностях в журнале InStyle.
С 2009 по 2012 год — шеф-редактор раздела «Кино» на портале OpenSpace.ru.
В 2012 году — заместитель главного редактора W-O-S.ru.
В 2013 году — редактор журнала «Афиша» и раздела «Кино» на сайте Afisha.ru.
В конце 2013 года переехала из Москвы в Санкт-Петербург и до 2015 года занимала должность заместителя главного редактора журнала «Сеанс».

## Кимкибабадук
В 2019 году вместе с журналисткой Татьяной Шороховой создала сайт о кино «Кимкибабадук».
В апреле 2020 года на сайте «Кимкибабадук» появился манифест Кувшиновой «Настало время ангажированной критики (потому что другой не бывает)», который получил широкое обсуждение в критическом сообществе.

## Книги

### «Балабанов»
В 2013 году в «Черной серии» издательства «Сеанс» (в которую входят также книги «Сокуров», «Муратова» и готовящийся к публикации «Герман») вышла книга «Балабанов». Первая часть книги — биография Алексея Балабанова — была написана Марией Кувшиновой на материале оригинальных интервью с Алексеем Балабановым, с Сергеем Сельяновым, Надеждой Васильевой и другими коллегами и близкими режиссёра. Вторая часть книги — сборник эссе ведущих российских критиков (Андрей Плахов, Антон Долин, Максим Семеляк и др.), посвященных разным аспектам кинематографа Алексея Балабанова. В 2015-м году отдельным томом вышло второе, отдельное издание биографии Балабанова, в котором были значительно расширены главы о детстве режиссёра (на материале бесед с матерью режиссёра Ингой Александровной и его другом юности Евгением Горенбургом), а также о съемках фильма «Река». «Балабанов» Марии Кувшиновой сочетает в себе элементы биографии и критического анализа фильмов Алексея Балабанова. Это первая полная биография режиссёра на русском языке.

### «Кино как визуальный код»
В начале 2013 года прочитала курс лекций «Кино как визуальный код» в московской школе Photoplay, позднее курс был повторно прочитан в Московской школе нового кино. В 2014 году в издательстве «Сеанс» вышла книга «Кино как визуальный код», написанная по мотивам этих лекционных курсов. В первой части книги прослеживается связь между разными родами искусства, в первую очередь — живописью и кино, а также исследуется понятия движения и случайности в искусстве. Во второй части книги рассказывается об истории кинематографа как о череде сменяющих друг друга и влияющих друг на друга волн (например, влияние немецкого экспрессионизма на Голливуд или итальянского неореализма на французскую новую волну). В третьей части рассказывается о трансформациях, которые пережило и продолжает переживать кино в цифровую эпоху.

### «Александр Миндадзе. От советского к постсоветскому»
Книга, выпущенная в 2014 году в петербургском Издательстве Ивана Лимбаха, посвящена анализу творчества кинодраматурга и режиссёра Александра Миндадзе, предвидевшего и описавшего глобальные исторические процессы в их человеческом измерении. Опираясь на современные исследования о позднем СССР, критик подвергает переосмыслению весь корпус совместных работ Миндадзе и режиссёра Вадима Абдрашитова. Последняя часть книги посвящена новому этапу в его биографии — переходу от деятельности кинодраматурга к работе режиссёра.